# Ludwig Meidner
Ludwig Meidner (Bernstadt, Silesia, 18 de abril de 1884 - Darmstadt, 14 de mayo de 1966) fue un pintor expresionista alemán, adscrito a la Nueva Objetividad. 
Trabajó como albañil, estudiando arte en Breslau (1903-1905). Entre 1906 y 1907 residió en París, donde trabó amistad con Amedeo Modigliani. Desde 1924 fue profesor de los Studienateliers (talleres de estudio) de pintura y escultura en Berlín. En 1935 se convirtió en profesor de dibujo del Instituto Judío de Colonia. 
En 1939 se trasladó a Gran Bretaña escapando del nazismo, pero lo detuvieron como inmigrante peligroso por su origen alemán y fue separado de su familia y confinado en la Isla de Man. Subsistió con empleos prosaicos, ignorado como artista, y no regresó a su país hasta 1952. Su recuperación como artista importante tardó en llegar, con una exposición antológica.
Meidner fue miembro del grupo Die Pathetiker (Los Patéticos), junto a Jakob Steinhardt y Richard Janthur. Su principal tema fue la ciudad, el paisaje urbano, que mostró en escenas abigarradas, sin espacio, con grandes multitudes de gente y edificios angulosos de precario equilibrio, en un ambiente opresivo, angustioso. En su serie Paisajes apocalípticos (1912-1920) retrató ciudades destruidas, que arden o estallan, en vistas panorámicas que muestran más fríamente el horror de la guerra. Fueron sus pinturas más exitosas; un ejemplo de ellas se guarda en el Museo Thyssen-Bornemisza. Realizó así mismo numerosos retratos de colegas, escritores y demás personajes del mundillo cultural.   